# Estadio Anghel Iordănescu
El Estadio Anghel Iordănescu (en rumano: Stadionul Anghel Iordănescu) anteriormente Estadio Niţă Pintea, es un estadio de fútbol ubicado en la localidad de Voluntari, un suburbio de la ciudad de Bucarest, Rumania. El estadio inaugurado en 2012, posee una capacidad para 4 600 espectadores. En el disputa sus partidos como local el FC Voluntari club de la Liga Profesional Rumana.
En 2015, el estadio originalmente llamado Niţă Pintea, un héroe de guerra rumano de la Primera Guerra Mundial, fue renombrado Anghel Iordănescu, en honor al exfutbolista y entrenador de la Selección de fútbol de Rumania.

## Historia
El estadio del club FC Voluntari fue inaugurado el 20 de abril de 2012 con el partido de liga entre el FC Voluntari y el CS Afumați. El aforo del estadio era inicialmente de 2.100 espectadores y contaba solo con las dos tribunas a lo largo de la cancha. Desde 2013 a 2015 luego de una serie de ascensos del FC Voluntari hasta llegar a la Liga I, el estadio se amplió con la construcción de las galerías Norte y Sur llegando hasta los 4.600 espectadores. Durante 2015 el equipo se trasladó temporalmente al estadio del Dinamo de Bucarest. 
El 25 de abril de 2016 se reinauguro el estadio con un partido de liga entre FC Voluntari y el CS Universitatea Craiova. El 13 de octubre de 2017 se inauguró la iluminación artificial en el estadio.